# Iglesia de San Andrés (Georgetown)
La Iglesia de San Andrés (conocida en inglés como: St. Andrew's Kirk) es el edificio más antiguo continuamente en uso con fines religiosos de Georgetown en Guyana. La congregación reformada holandesa puso sus cimientos en 1811. Sin embargo, debido a las dificultades financieras fue adquirida por presbiterianos escoceses y fue inaugurada oficialmente para el servicio del 28 de febrero de 1818. Fue la primera iglesia construida por los europeos en la que a los esclavos se les permitía profesar su fe. Está situada cerca del edificio del Parlamento en la esquina noreste de Brickdam. 